# Neogotiek

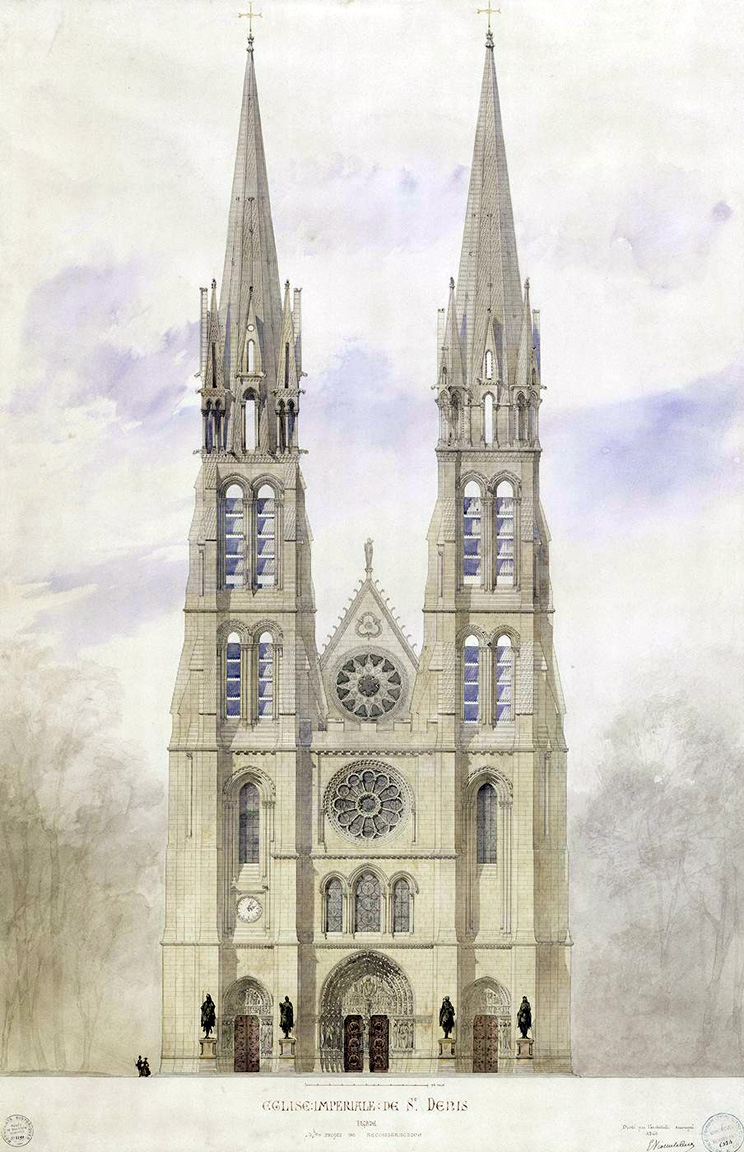
Niet-gerealiseerd torenontwerp voor de kathedraal van Saint-Denis door Viollet-le-Duc, 1860

Onder neogotiek (Engels: Gothic Revival) wordt een 19e-eeuwse stroming in de bouwkunst verstaan die zich geheel heeft laten inspireren door de middeleeuwse gotiek. Het is een reactie op de strakke, koele vormen van het classicisme met zijn uitgesproken rationele karakter. De neogotiek ontstond uit de romantische belangstelling voor de middeleeuwen. Daarvan meende men dat de gotiek de ultieme uiting was.

## Ontstaan in Engeland

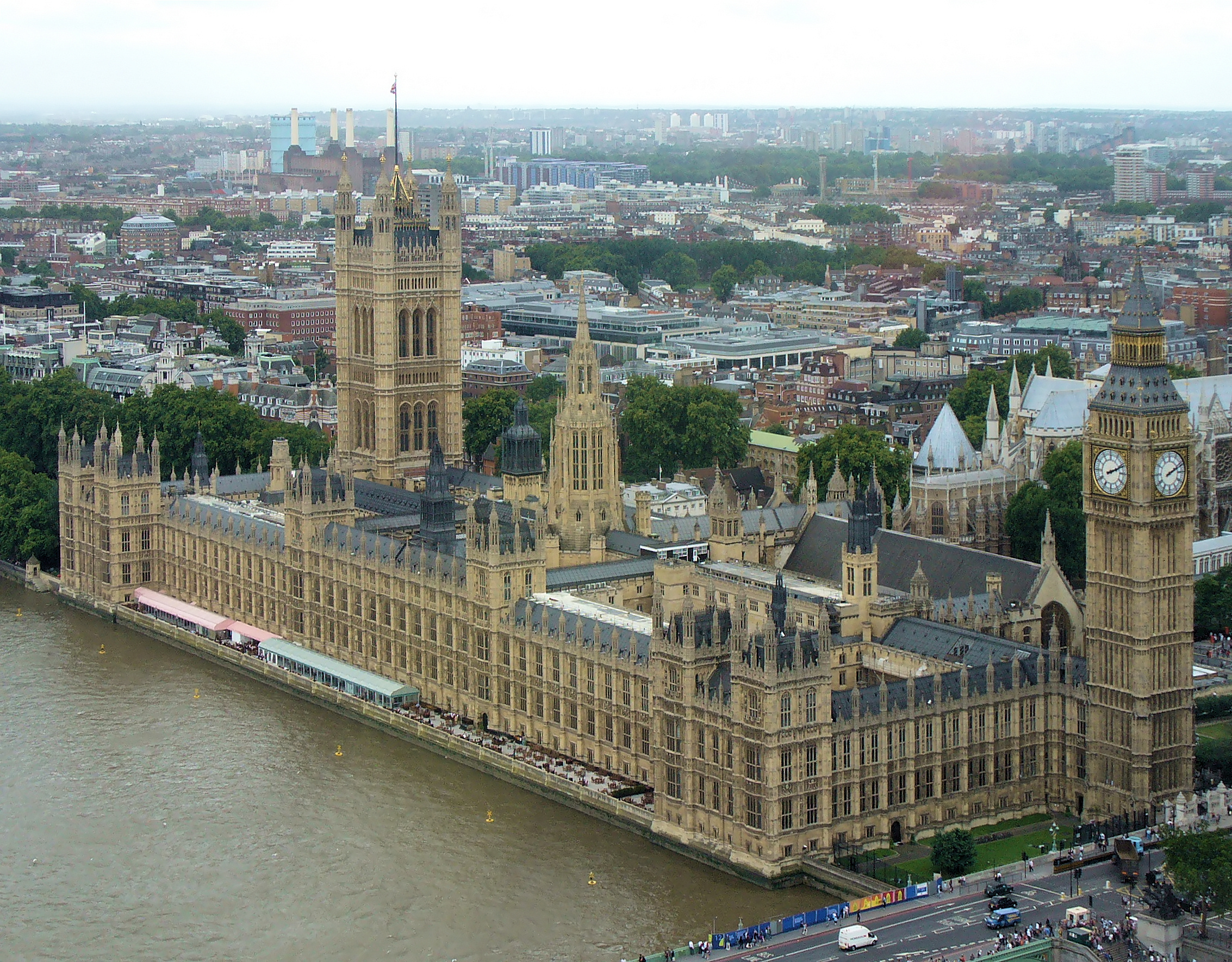
Palace of Westminster

De neogotiek ontstond in Engeland. Vanaf 1749 hield Horace Walpole zich al bezig met het verbouwen en inrichten van zijn huis Strawberry Hill in Twickenham bij Londen in neogotische stijl. Romantische interieurkunstenaars lieten zich op het einde van de 18e eeuw inspireren door de natuur en door rustieke vormen van meubels en gebruiksvoorwerpen van het platteland, die in Engeland tot in die tijd hier en daar nog gotische vormen kenden.
Vooral het werk van de interieurarchitect Thomas Chippendale liep vooruit op de neogotiek. Vanaf het begin van de 19e eeuw verrezen in Engeland kerk- en bankgebouwen, stadhuizen en andere openbare bouwwerken in de zogenaamde Mock Tudor-stijl met spitsboogvensters, gekanteelde torens en waaiergewelven. Men ging zich steeds bewuster richten op een vormentaal van het verleden die geïnspireerd was op de rijkdom van de Britse gotiek. Het hoogtepunt hiervan is het Palace of Westminster (de Houses of Parliament) in Londen, gebouwd gedurende de jaren 1820 en 1830, de bloeitijd van het Britse wereldrijk.

## Navolging in Europa

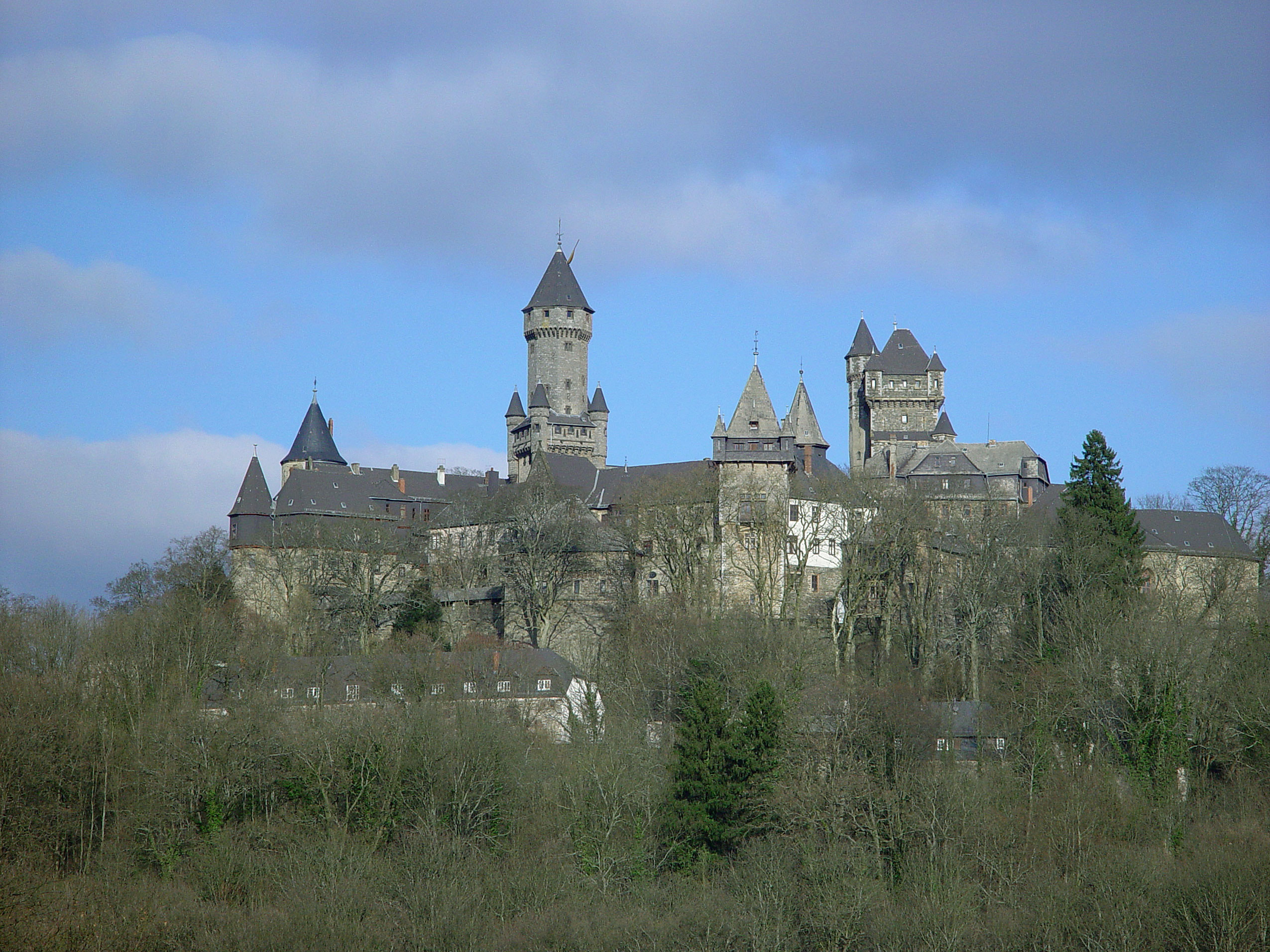
Schloss Braunfels, Braunfels

Na de val van Napoleon kreeg de neogotiek tijdens de restauratie ook navolging op het Europese vasteland. Aanvankelijk in de vorm van grootscheepse restauraties van middeleeuwse monumenten (Dom van Keulen, Notre-Dame van Parijs), maar later ook steeds meer met zelfstandige bouwwerken, zoals stationsgebouwen, ziekenhuizen, scholen en stadhuizen. In Duitsland verrezen veel neogotische burchten langs de Rijn, zoals Slot Stolzenfels en de herbouwde Burcht Klopp, en elders, zoals Slot Marienburg (Hannover), ontworpen door Conrad Wilhelm Hase. Architecten als Augustus Welby Northmore Pugin en Eugène Viollet-le-Duc bouwden in eigen land, maar kregen ook in het buitenland veel aandacht.

## Buiten Europa

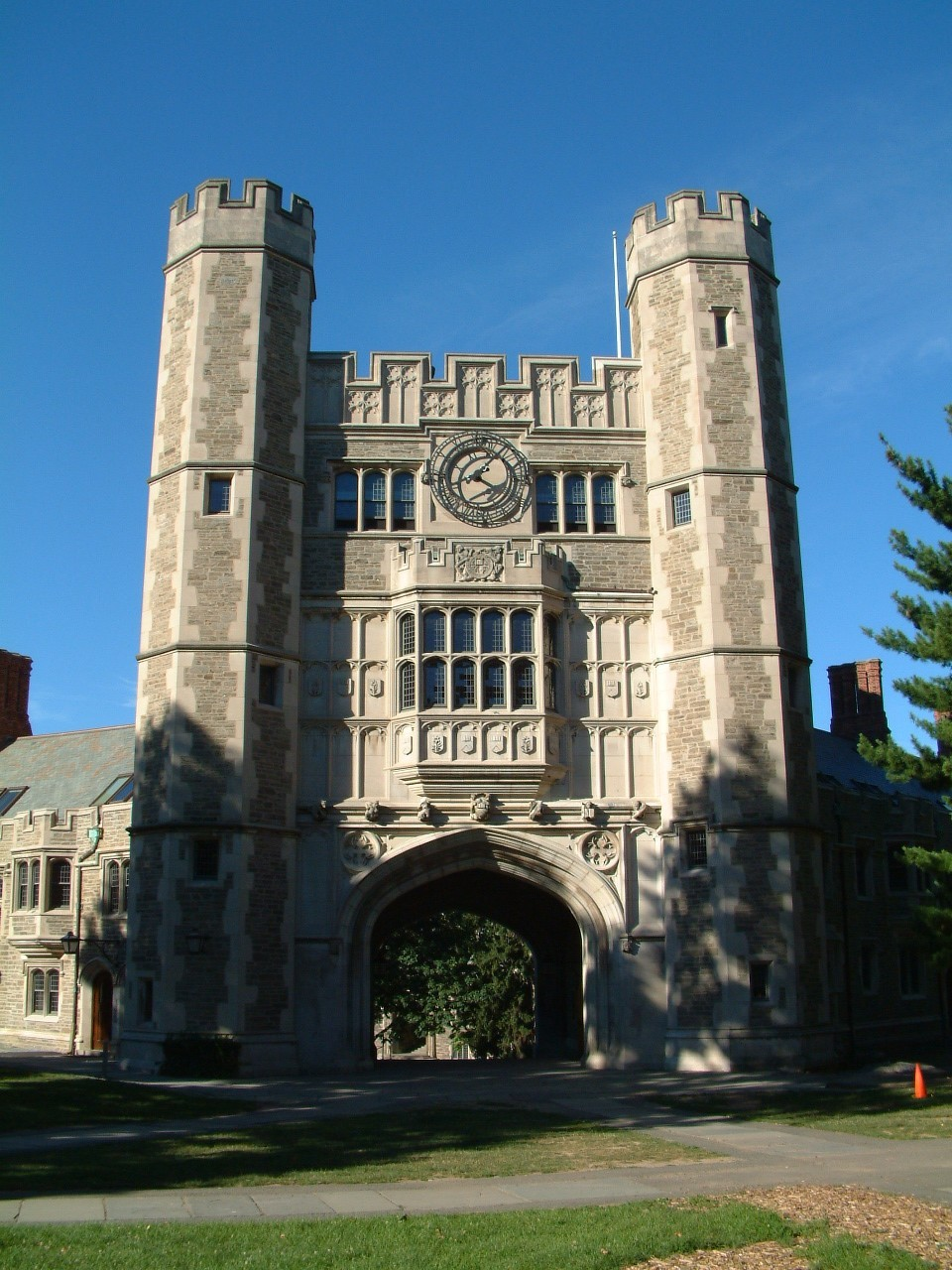
Blair Hall, Princeton-universiteit, USA
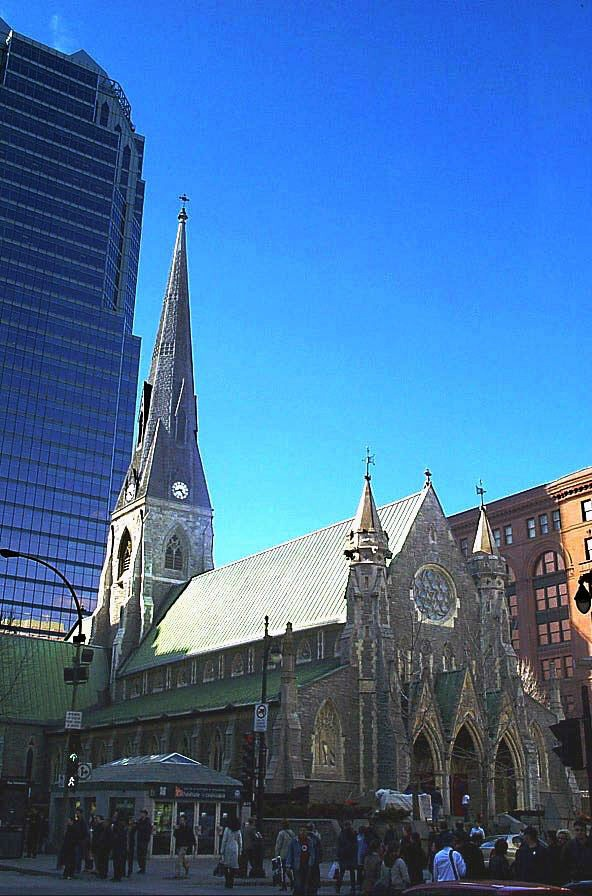
Kathedraal Christ Church (Montréal), Canada, 1859
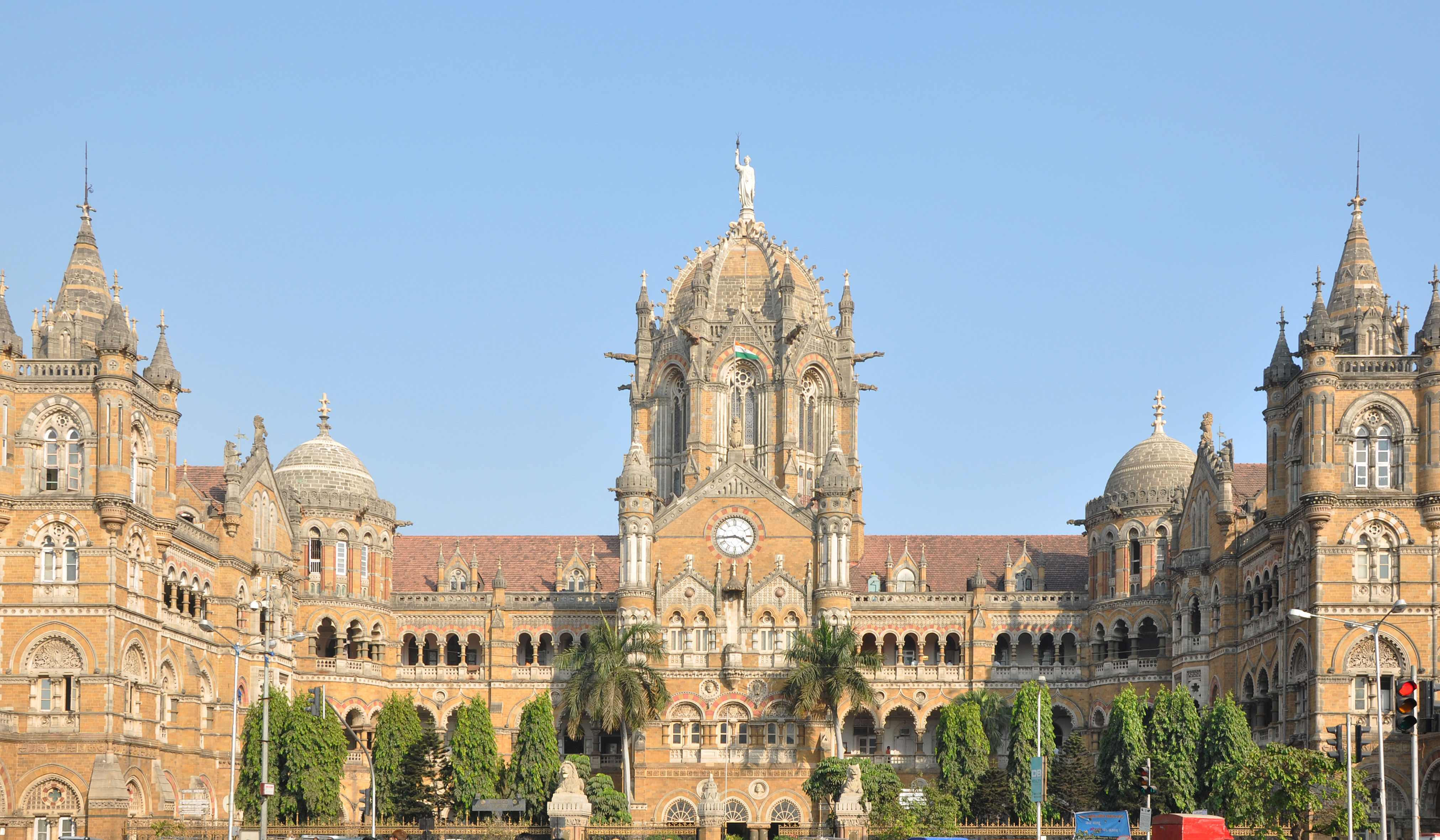
Chhatrapati Shivaji Terminus, voorheen Victoria Station, Mumbai, India, 1888, mengstijl

In de Verenigde Staten en Canada zijn veel universiteits-, kerk- en regeringsgebouwen  opgetrokken in de 19e eeuw. Vooral in de Verenigde Staten  was er een sterke invloed van Revived Gothic-architectuur uit Groot-Brittannië. In Amerika spreekt men met betrekking tot universiteitsgebouwen van Collegial Gothic. In het grotendeels Franstalige Québec ontwikkelde zich, o.a. in de stad Montréal, een eigen, op Frankrijk georiënteerde  stijl.
Elders in de wereld zijn tussen circa 1850 en 1910 veel gebouwen in een sterk op de neogotiek lijkende stijl gebouwd door koloniale machthebbers en rijke ondernemers,  doorgaans geïnspireerd door voorbeelden uit hun Europese vaderland. Soms werden dan, zoals in India, elementen uit de plaatselijke tradities toegevoegd, waardoor stijlvermengingen ontstonden. Een systematische studie naar dit onderdeel van de geschiedenis van de  architectuur heeft, voor zover bekend, anno 2024 nog niet plaatsgevonden.

## Neogotiek in Nederland
De Nederlandse neogotiek valt uiteen in twee stijlen, die enkel met elkaar gemeen hebben dat in beide stijlen elementen uit de gotiek tot inspiratie dienden.

### Vroege neogotiek
In Nederland was er aanvankelijk weinig belangstelling voor de neogotiek, allereerst omdat de katholieken geen nieuwe kerken mochten bouwen en slechts in onopvallende panden ter kerke mochten gaan. Een belangrijke reden was verder dat Nederland sinds de 18e eeuw geen echte architecten meer had gekend en er daardoor belangrijke vaardigheden verloren waren gegaan: classicisme is er vrijwel naadloos overgegaan in neoclassicisme.

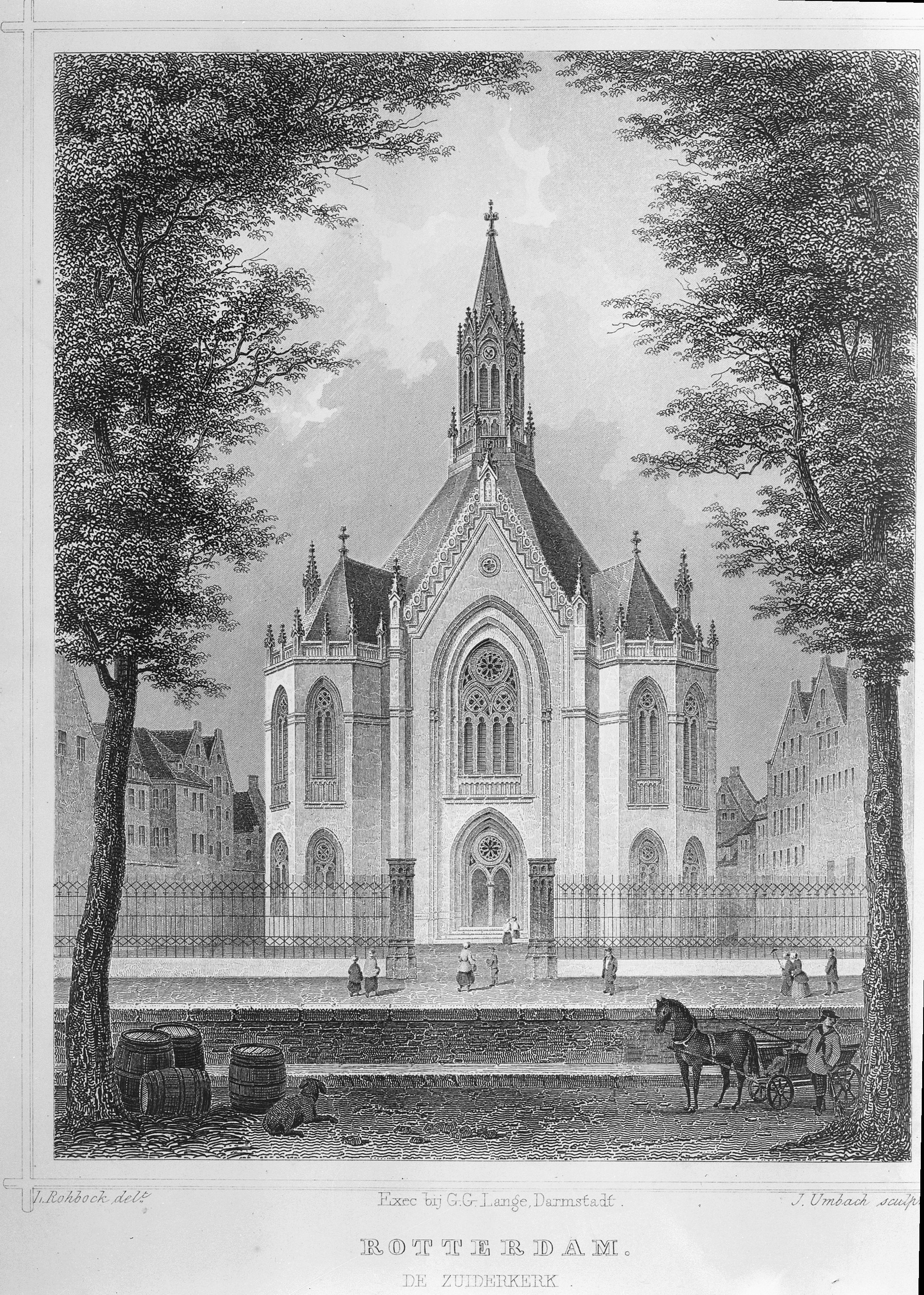
Zuiderkerk, Rotterdam, 1849

De bouwwereld werd gedomineerd door ingenieurs, veelal van het leger en het Ministerie van Waterstaat. Door de magere economie in Nederland werd er sowieso al weinig gebouwd in die jaren, maar er was vooral ook onder potentiële opdrachtgevers weinig draagvlak. Een van die weinige opdrachtgevers was de in Engeland opgegroeide kroonprins en latere koning Willem II. Hij liet een verblijf in Tilburg bouwen (Paleis-Raadhuis) en in Den Haag een 'gotische zaal' achter het Paleis aan de Kneuterdijk alsmede een rij woningen en een kerk aan de Nassaulaan.

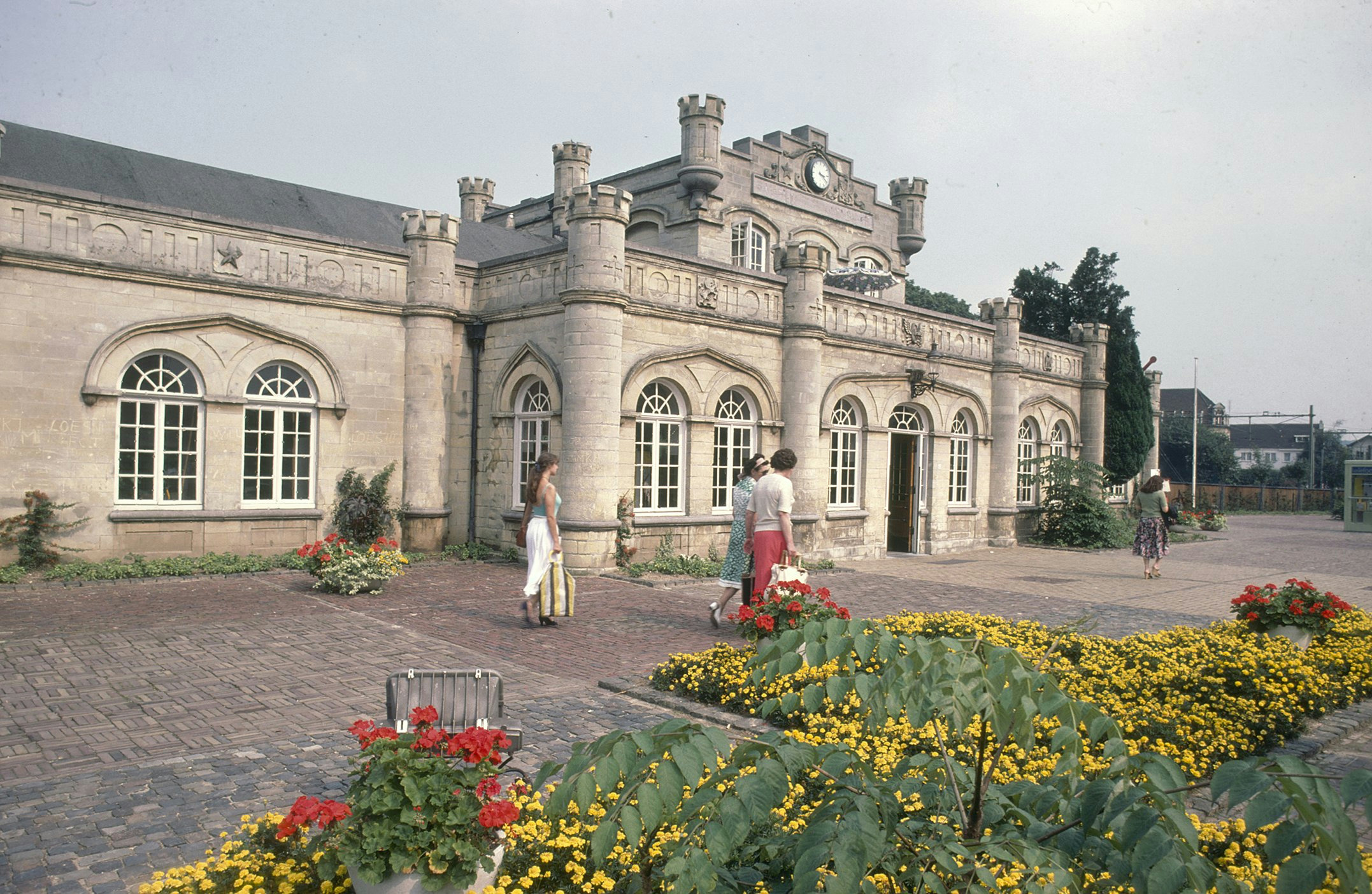
Station Valkenburg, 1853

Pas vanaf de jaren 1840 zien we een aarzelend begin van neogotisch bouwen met voornamelijk fabrieken (in Delft), stoomgemalen (rond de Haarlemmermeer), stationsgebouwen (Station Valkenburg) en watertorens. Deze vroege neogotiek wordt ook wel Willem II-gotiek genoemd. Kenmerkend voor deze stijl is dat de constructie in essentie nog steeds neoclassicistisch was en dat het neogotische vooral naar voren kwam in het decoratief gebruik van uit de gotiek overgenomen vormen als spitsbogen en pinakels. De constructieve eigenschappen van de gotiek werden nog nauwelijks bestudeerd en nog minder begrepen, reden waarom deze kerken nooit gewelven hadden, hoogstens imitatiegewelven van stro en stucwerk, waaraan de stijl een andere bijnaam dankt, stukadoorsgotiek.
Een ander belangrijk verschil met de latere neogotiek is dat de Willem II-gotiek niet gebonden is aan een bepaalde religieuze of maatschappelijke stroming. Waar de echte neogotiek bijna exclusief een rooms-katholieke stijl zou worden, werd de Willem II-gotiek toegepast bij protestantse en katholieke kerken en zelfs bij synagoges. Architecten als Theo Molkenboer, H.J. van den Brink, W.J. van Vogelpoel, en A. van Veggel werkten zowel in neoclassicistische stijl als in Willem II-gotiek en vaak ontwierpen zij zowel protestantse als katholieke kerken. De Rotterdamse Zuiderkerk, die werd verwoest in 1940, was een hoogtepunt van deze stijl. Belangrijke nog bestaande voorbeelden zijn de hervormde kerk van architect Nicolaas Kamperdijk te Zeist en de katholieke kerk De Papegaai in Amsterdam.

### Rationele of echte neogotiek

#### Pioniers
Rond 1850 kwam de echte neogotiek op, toen in de provincie Limburg twee jonge architecten hun kennis van gotische constructies in de praktijk gingen brengen: Carl Weber (ook bekend onder de naam Karel Weber) en Pierre Cuypers. Weber werkte vooral in de bisdommen Roermond en 's-Hertogenbosch en was waarschijnlijk de eerste architect die een echte neogotische kerk bouwde, weliswaar door een bestaande kerk uit te breiden. Een derde pionier was Hendrik Jacobus van Tulder, die eveneens vooral in het bisdom 's-Hertogenbosch actief was. Theo Molkenboer bouwde in 1852 de Onze-Lieve-Vrouwekerk in Amsterdam die ten onrechte weleens als het begin van de neogotiek in Nederland wordt beschouwd.

#### Pierre Cuypers
Belangrijker voor de opkomst van de neogotiek is echter Pierre Cuypers. Als eerste waagde hij het om weer gemetselde gewelven toe te passen. Hij streefde naar een 'eerlijk' gebruik van bouwmateriaal (het materiaal moest zo veel mogelijk herkenbaar blijven) en een ornamentiek die betekenis had. Hij wilde geen pinakels, kantelen en spitsbogen in het wilde weg gebruiken, maar vond dat ieder ornament iets wezenlijks moest uitbeelden. Een belangrijke invloed op Cuypers is die van diens Franse vriend en geestverwant E.E. Viollet-le-Duc geweest.

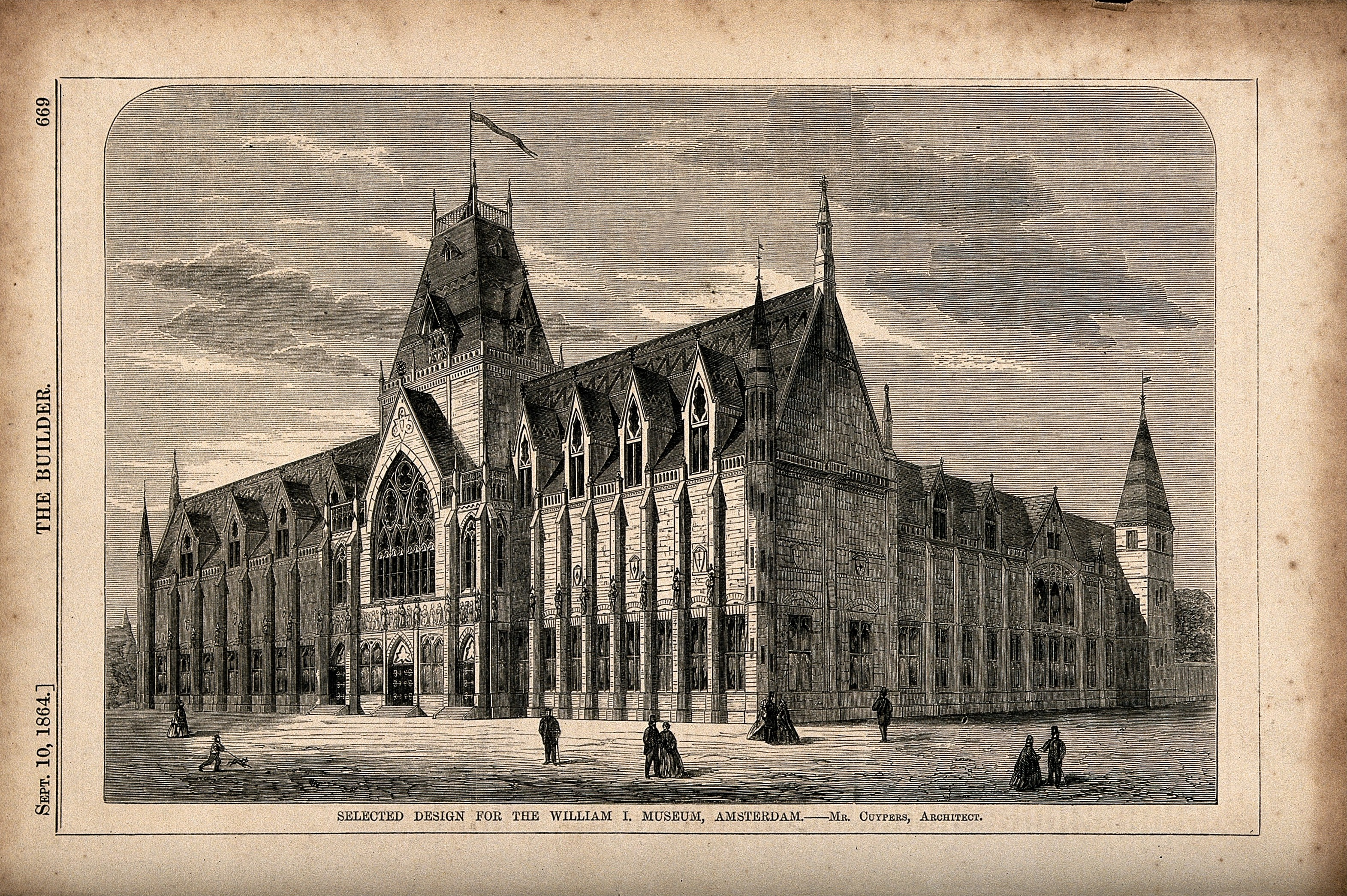
Niet-uitgevoerd gotisch ontwerp voor het Rijksmuseumgebouw (Cuypers, 1864)

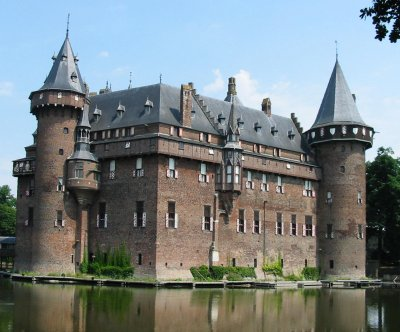
Kasteel Haarzuilens (Cuypers)

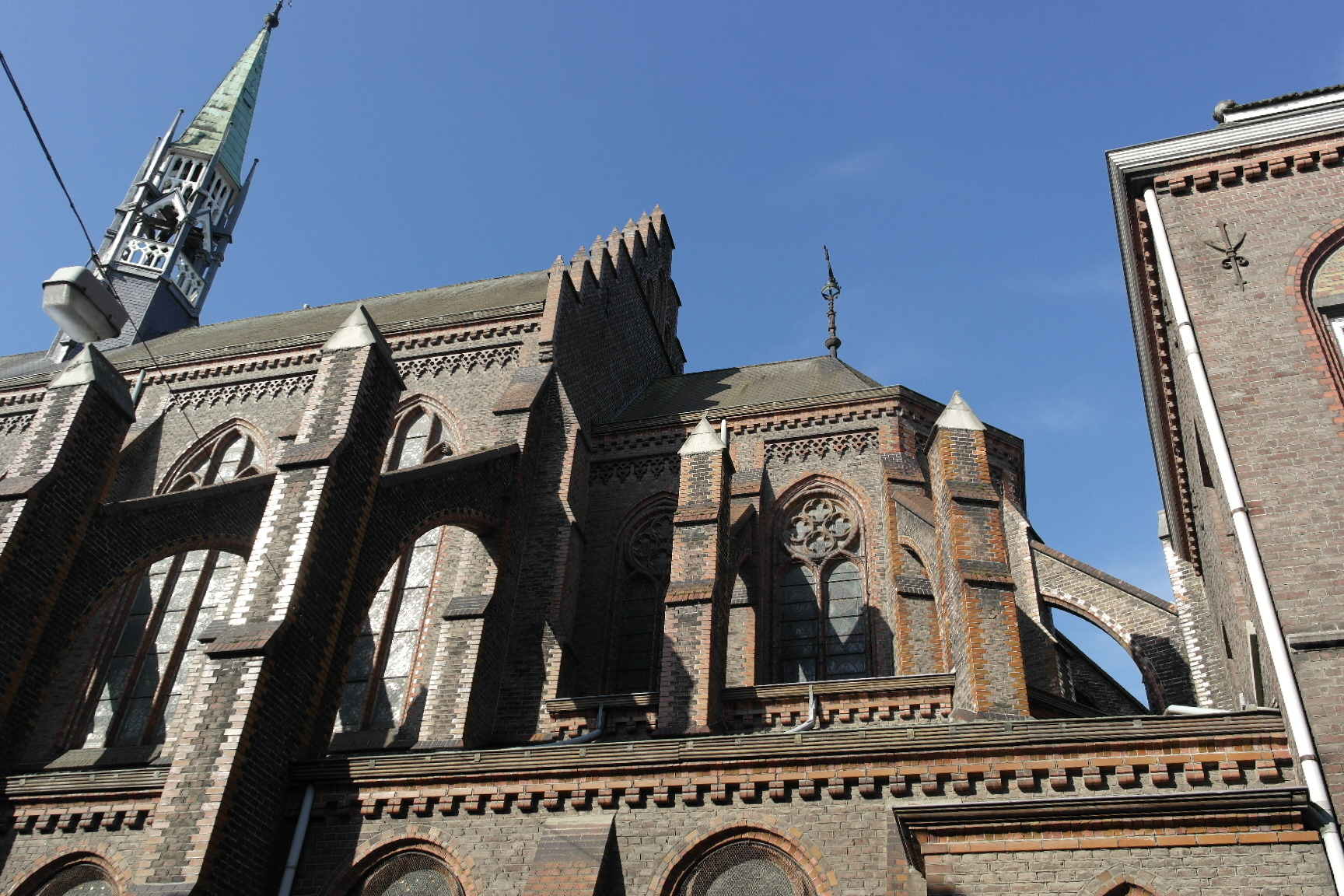
Ursulinenkapel Maastricht (Kayser)

Toen in 1853 de bisschoppelijke hiërarchie werd hersteld, ontstond onder de katholieken een euforie die leidde tot het bouwen van vele nieuwe kerken. Mede door de geschriften van J.A. Alberdingk Thijm, Cuypers' vriend en latere zwager, werd de neogotiek de katholieke stijl bij uitstek. Men wilde van de neoclassicistische kerken af, al waren deze vaak nog maar enkele decennia oud. Voortaan werd het neoclassicisme door de katholieken als 'heidens' beschouwd.
Hoewel zowel Alberdingk Thijm als Cuypers vonden dat architectuur zich moest ontwikkelen waren zij ervan overtuigd dat er eerst een breuk in de traditie hersteld moest worden. Eerst moesten architecten zich het ambacht weer eigen maken, dat in de ogen van Alberdingk Thijm en Cuypers in de gotiek een hoogtepunt had gekend. De gotiek zagen zij als de bouwstijl uit een tijd toen de samenleving nog harmonieus was en niet werd verstoord door vreemde ideeën, pas daarna kon er van verdere evolutie sprake zijn. Hiermee werd de neogotiek de katholieke bouwstijl bij uitstek.
Protestantse neogotische kerken werden er daarna nog maar bijzonder weinig gebouwd. De hervormde kerk in Schagen, ontworpen door Johan Adrianus Gerard van der Steur, is een belangrijke en grote uitzondering, maar deze kerk maakt dan ook een onmiskenbaar onkatholieke indruk en leunt sterk tegen de neorenaissance aan.
Pierre Cuypers is altijd de belangrijkste architect van de neogotiek in Nederland gebleven. Naast meer dan honderd Rooms-katholieke kerken, waarvan de Sint-Bonifatiuskerk in Leeuwarden (zie ook: Neogotische kerken in Friesland), de Sint-Catharinakerk in Eindhoven en de Sint-Vituskerk in Hilversum wellicht de meest monumentale nog bestaande voorbeelden zijn, is ook het herbouwde kasteel de Haar in Haarzuilens een belangrijk neogotisch werk. Bovendien restaureerde Cuypers vele middeleeuwse kerken en andere monumenten in een vaak neogotische stijl, zoals de Drogenaptoren in Zutphen en de Koppelpoort in Amersfoort.
Cuypers speelde tevens een essentiële rol bij de modernisering van de neogotiek en het aanpassen van de stijl aan de eisen van de tijd, met een aantal kerken met een centraliserende opzet als belangrijkste resultaat. Belangrijk was bovendien Cuypers' invloed op zijn leerling-architecten, zoals C. Franssen, J. Kayser, J.H.H. van Groenendael en W. te Riele, waardoor de neogotiek nog lang na Cuypers' dood werd voortgezet. Waar de meeste van Cuypers' leerlingen zich met kerkenbouw bezighielden, werd een andere leerling, C.H. Peters, vooral bekend door zijn vele postkantoren in neogotische stijl.

#### Alfred Tepe
Tegenover de kring rond Cuypers, soms ook wel Amsterdamse School genoemd (niet te verwarren met de gelijknamige Expressionistische stroming), staat het Utrechtse St. Bernulphusgilde, dat in 1869 werd opgericht en waarvan Alfred Tepe de belangrijkste architect was. Dit sterk door geestelijken gedomineerde gilde hanteerde strenge opvattingen over kerkelijke kunst, waarin vooral werd teruggegrepen op de Nederrijnse gotiek, baksteen het bouwmateriaal bij uitstek was en waarin voor vernieuwende ideeën weinig ruimte was.

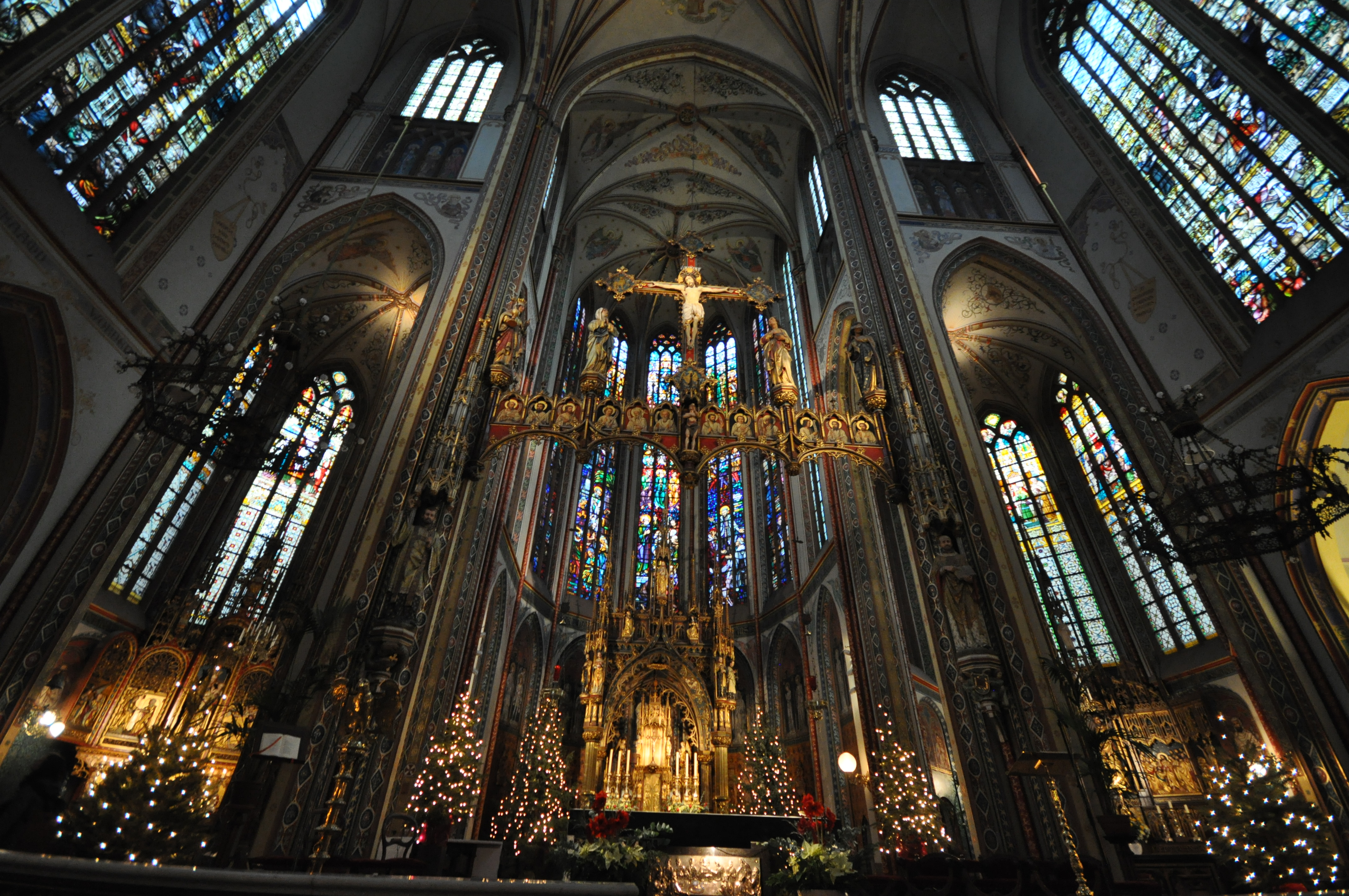
Interieur De Krijtberg (Tepe)

Tepe werkte dan ook samen met kunstenaars uit Keulen waaronder met name ook Friedrich Wilhelm Mengelberg die door hem naar Nederland werd gehaald en zich in Utrecht vestigde met zijn atelier. Terwijl de kring rond Cuypers de inheemse gotiek uit de 15e en 16e eeuw aanvankelijk als inferieur beschouwde vergeleken met de Franse gotiek uit de 13e eeuw, en zich daar dan ook niet door liet beïnvloeden, beschouwde het St. Bernulphusgilde de Franse gotiek als te uitheems om als voorbeeld te kunnen dienen. De Nederrijnse gotiek was dan misschien wel van minder allure, zij was tenminste inheems en daarom moest de nieuwe architectonische traditie daarin haar wortels hebben om echt Nederlands te zijn.
Tepe had een bijna totale monopoliepositie in de provincie Utrecht maar was ook van groot belang in andere delen van het aartsbisdom. Cuypers zou nooit een kerk in de provincie Utrecht bouwen, na zijn afwijzing van het verzoek van de bisschop om zich in Utrecht te vestigen. In andere delen van het aartsbisdom zou hij zich vaak moeten conformeren aan de ideeën van het Gilde. Uiteindelijk zou ook Cuypers de Franse gotiek steeds meer achter zich laten en zich laten inspireren door Nederlandse varianten van de gotiek.

#### Petrus Johannes van Genk
In het bisdom Breda was Petrus Johannes van Genk de dominante architect van nieuwe kerken. Zijn stijl staat los van die van zowel Cuypers als die van Tepe en leunde sterk op de Belgische neogotiek, waarin het gebruik van natuursteen een belangrijke rol speelde.

#### Na 1914
Tot ongeveer 1914 bleef de neogotiek haar dominante positie behouden. Vanaf die tijd experimenteerden architecten als Joseph Cuypers (de zoon van Pierre Cuypers) en Jan Stuyt met aan het romaans ontleende vormen. Het resultaat was het neoromaans, een stijl waarin romaanse vormen werden gecombineerd met een neogotische bouwwijze. Binnen een paar jaar werd de neogotiek verdrongen. Nog tot circa 1940 wordt de neogotiek echter, hoewel steeds incidenteler, toegepast.

## Neogotiek in België
De gebieden die later het Koninkrijk België zouden vormen kenden in de late middeleeuwen een belangrijke gotische bouwtraditie. Met name in de burgerlijke en stedelijke architectuur (stadhuizen, gildehuizen etc.) waren 15e- en vroeg 16e-eeuwse realisaties zoals het Stadhuis van Leuven en het Stadhuis van Brussel zelfs internationaal toonaangevend. Voor religieuze architectuur werd de gotische bouwtrant nog tot diep in de 17e eeuw aangewend. Het is dan ook niet verwonderlijk dat de stijl al snel een belangrijke heropflakkering kende, zeker na de Belgische revolutie. In bepaalde middens ging men deze stijl uit het glorierijke verleden al snel als een 'nationale' stijl propageren. De Belgische revolutie betekende ook een overwinning voor de katholieke kerk. Het jonge België was een homogeen katholieke natie, weliswaar met een kleine maar invloedrijke liberale en antiklerikale elite. Omdat de gotiek bij uitstek de stijl was van katholieke kerken en kloosters uit de tijd van voor de reformatie ging de heropleving van de stijl dan ook soms gepaard met een conservatief katholiek reveil. Deze sterke levensbeschouwelijke en politieke associatie was zeker in het begin nog niet duidelijk aanwezig.

### De vroege neogotiek
De eerste sporen van neogotische of neomiddeleeuwse architectuur in België zijn te plaatsen in de geest van de vroege romantiek. Zo lieten de landvoogden Albrecht Casimir van Saksen-Teschen en zijn vrouw Maria Christina van Oostenrijk al in de jaren 1780 in het romantische landschapspark van het Kasteel van Laken een gotische burchtruïne bouwen die evenwel niet bewaard bleef. Het ging om een romantische fantasiestijl die vooral het pittoreske en geheimzinnige van de middeleeuwse architectuur wilde evoceren. Het ging overigens over niet meer dan een 'folly', een nepmiddeleeuws bouwsel dat was bedoeld om de tuin op te sieren. De romantische en pittoreske geest kenmerkt ook alle andere vroege voorbeelden van neogotische bouwkunst. Het gaat om een heel decoratieve stijl die losjes elementen en motieven uit verschillende tijdvakken en scholen van de gotiek combineert. Deze romantische stijl werd ook wel 'Troubadourstijl' genoemd.

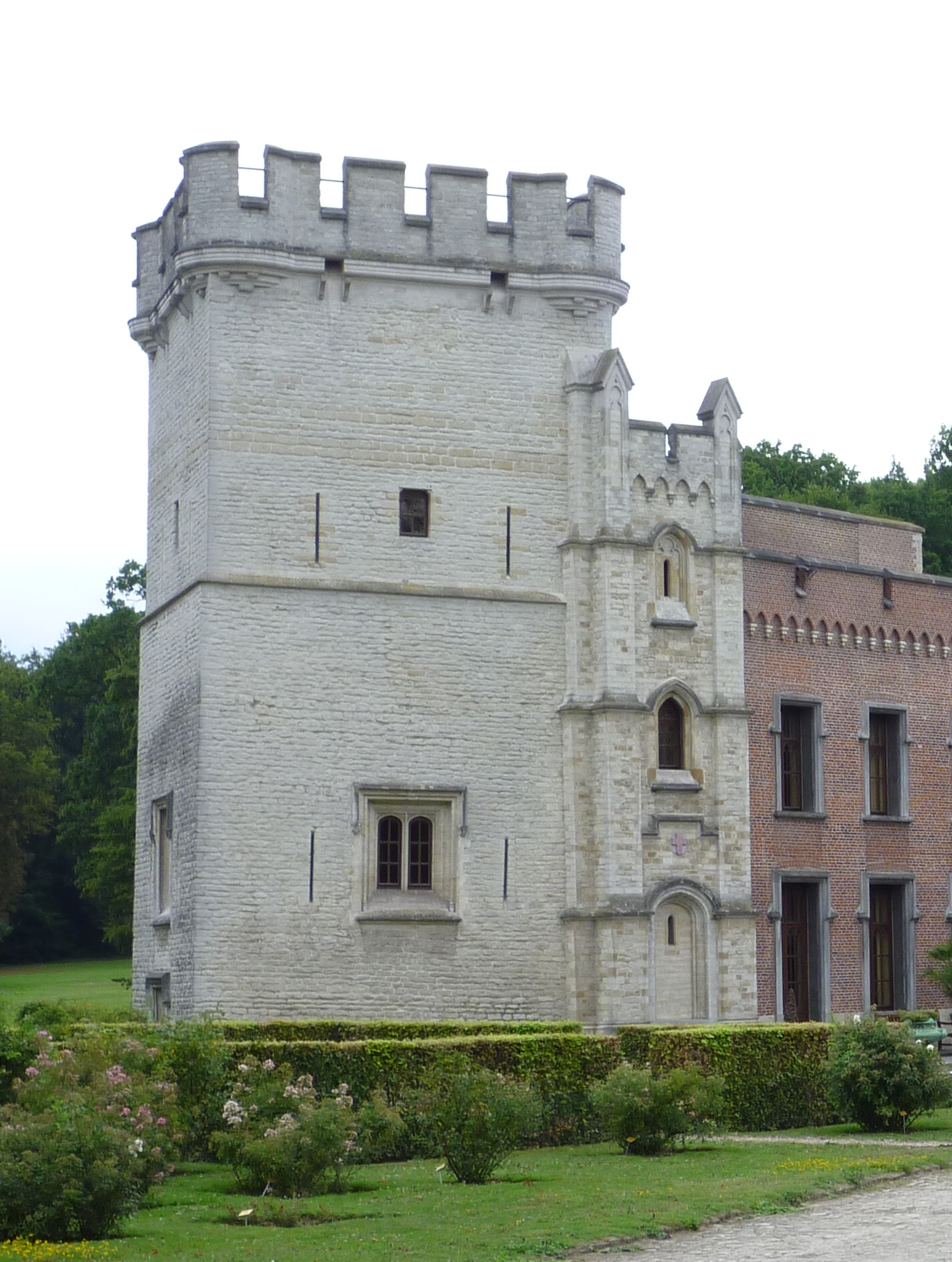
De donjon van Bouchhout dateert van omstreeks 1300. Suys bracht er een raamopening in 'Tudorstijl' in aan

De eerste verwezenlijkingen in deze stijl waren van de hand van Gentse architect Jean Baptiste Pison. Hij bouwde omstreeks 1800 het portiershuis van het Kasteel van Moregem bij Oudenaarde. In het eerste decennium van de 19e eeuw gaven de architecten Pisson en François Verly een romantisch neogotisch uiterlijk aan het door hen verbouwde Kasteel Wissekerke (1803-1811). Deze realisatie inspireerde zich duidelijk op vroege Engelse voorbeelden zoals Strawberry Hill. Een zo romantisch en pittoresk mogelijk uitzicht was duidelijk het uitgangspunt. Verly bouwde voor het overige in de Neoklassieke trant maar vervaardigde ook romantische landschappen in aquarel. Ander vroege creaties zijn de aankleding van de 'Gotische zaal' van het Brusselse stadhuis (1825) en het fraaie landgoed 'Les Masures'(1835-1837) bij Pepinster. Van dit grote landhuis, opgetrokken in een duidelijk Engels geïnspireerde neotudorstijl door architect Auguste Marie Vivroux (1795-1867) voor de industrieel Edouard de Biolley rest helaas alleen nog het poortgebouw met een schilderachtige brug over de Vesder.

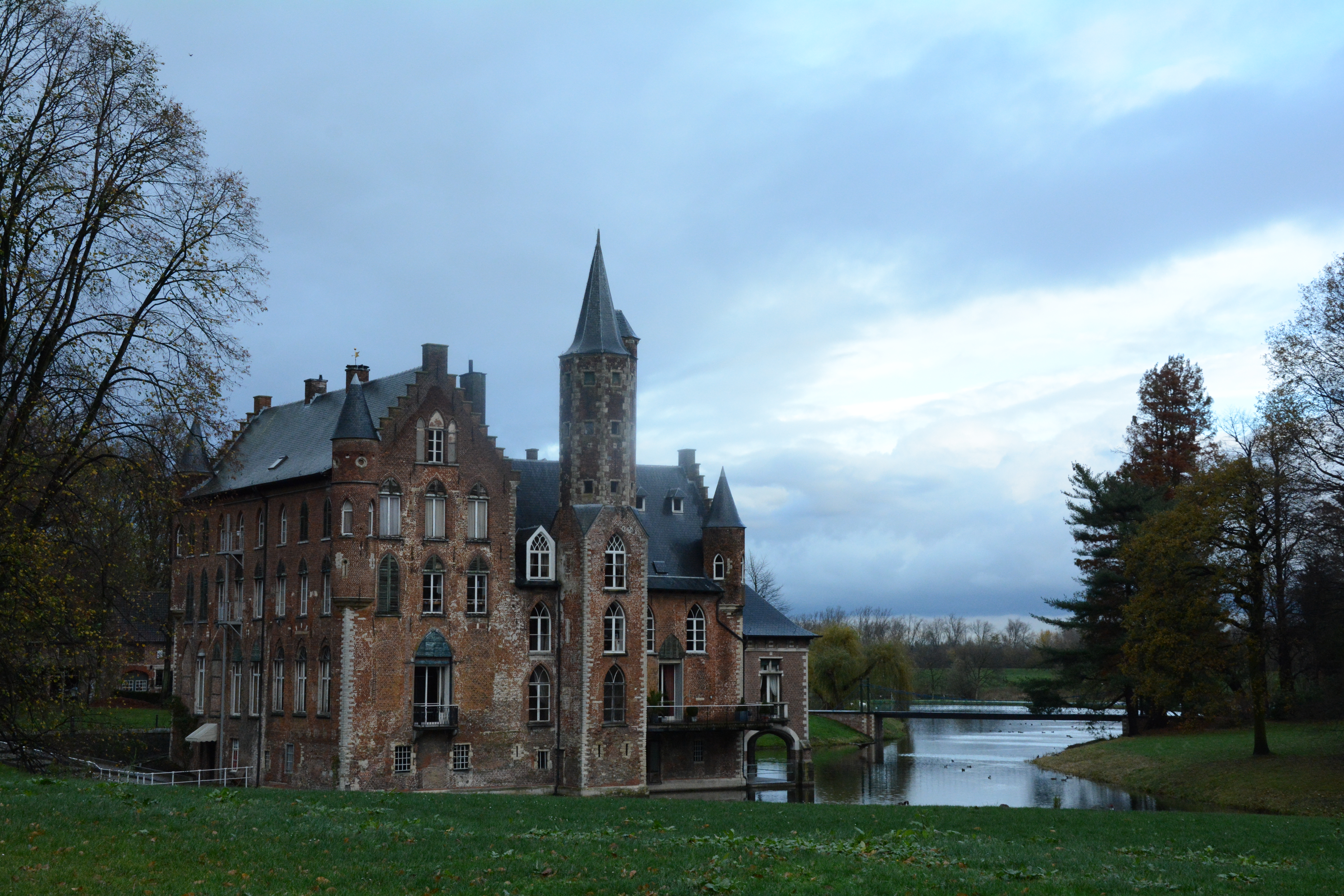
Kasteel Wissekerke in Kruibeke

Ook de architecten van de volgende generatie zoals Tieleman Franciscus Suys (1783-1861) en Louis Roelandt (1786-1864) hadden nog een vorming genoten in het klassieke academisme. Hun restauratie- en nieuwbouwprojecten in de gotische trant waren romantisch van karakter en niet gebaseerd op diepgaande studie of kennis van de gotische stijlen. Suys renoveerde het middeleeuwse kasteel van Bouchout omstreeks 1830 in een romantische neogotiek deels geïnspireerd op de Engelse Tudorstijl. De kerkgebouwen van Roelandt (zie bijvoorbeeld: Onze-Lieve-Vrouw-van-Bijstand-der-Christenenkerk (Sint-Niklaas)) hebben aanvankelijk structureel weinig gemeen met gotische architectuur maar zijn opgesmukt met gotische lancet- en rozetvensters en met steunberen en pinakels. Mede onder invloed van de kort na het ontstaan ven België opgerichte 'Commissie voor de conservatie, restauratie en bouw van monumenten' groeit bij een jongere generatie stilaan de archeologische en technische kennis van het eigen middeleeuwse patrimonium. Dit komt onder meer tot uiting in de Sint-Joriskerk (Antwerpen) die door Léon Suys, zoon van Tieleman Franciscus Suys tussen 1846 en 1853 wordt gebouwd. Meer dan zijn vader en Louis Roelandt weet de jonge Suys een kerk te ontwerpen die uiterlijk en structureel aansluit bij de kerken van de Brabantse laatgotiek. De jong gestorven architect Louis Van Overstraeten kwam in het ontwerp voor de Koninklijke Sint-Mariakerk in Schaarbeek al vroeg tot een zeer originele synthese van gotische, romaanse en byzantijnse elementen. Hij gebruikte bij de bouw overigens moderne constructietechnieken. Zo is de draagconstructie van de koepel in staal uitgevoerd. Deze stijl loopt vooruit op het eclecticisme van de late 19e eeuw.

### Jean-Baptiste Bethune

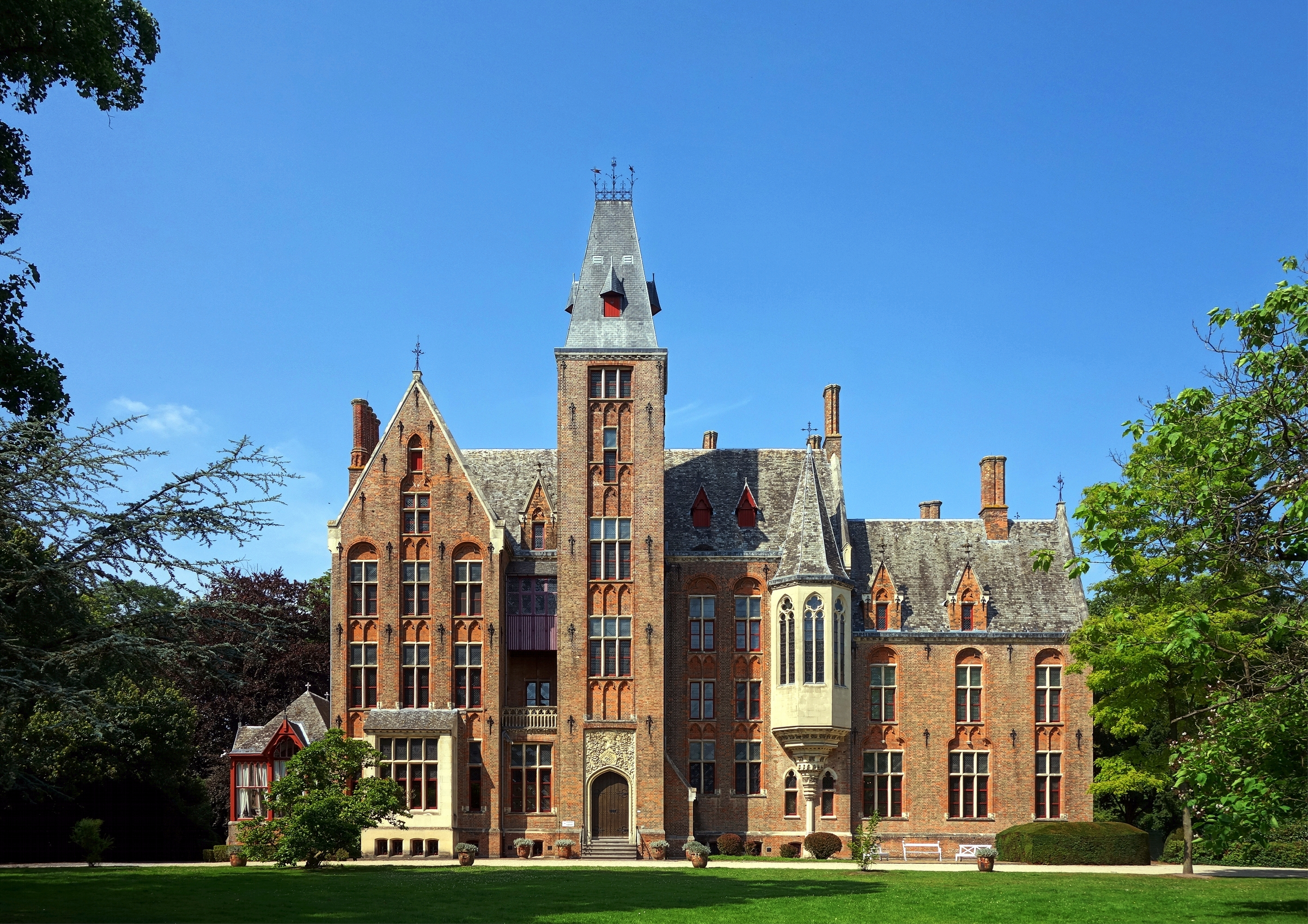
Kasteel van Loppem (J.B. Bethune)

Het was pas de generatie van Jean-Baptiste Bethune (1821-1894) die zich zou richten op een meer gedegen studie van de (lokale) gotische tradities, geïnspireerd op de praktijken van de Engelse 'Gothic Revival' maar ook op de restauratietheorieën van Eugène Viollet-le-Duc. Baron Jean-Baptiste Bethune introduceerde de neogotiek van de Engelse architect Pugin in België. In 1862 richtte hij mede de eerste Sint-Lucasschool in Gent op als reactie op de 'heidense' academiën en hanteerde  de middeleeuwse vormentaal in corporatistische ateliers. Hij ontwierp gebouwen én interieurs: gebrandschilderd glas, schrijnwerk, textiel, polychrome muurschilderingen en polychrome beeldhouwwerken (bijvoorbeeld de calvarie aan de buitenzijde van de begijnhofkerk van het Groot Begijnhof te Sint-Amandsberg). Vele katholieke scholen kregen, in de strijd tegen de 'staatsscholen zonder God', een neogotische vormentaal. De neogotiek werd dan ook steeds meer gelijkgesteld met katholieke architectuur. Als reactie hierop koos men in niet-katholieke kring vanaf midden 19e eeuw steeds meer voor de neorenaissance.
Bethune en zijn navolgers zouden in België zorgen voor de echte doorbraak van de neogotiek. In de tweede helft van de 19e eeuw kende de stijl op vele vlakken toepassing. Naast nieuwe kerken en kloosters werden ook burgerwoningen, kastelen, postgebouwen, stations en dergelijke in neogotische stijl opgetrokken. De stijl richtte zich ook meer en meer op de lokaal historisch aanwezige gotische bouwstijl. Toch werd hij vooral geassocieerd met de katholieke 'ultramontaanse' politieke strekking. Een 'nationale' stijl zou de neogotiek nooit worden in België. Daarvoor was het politieke landschap te verdeeld. De overheden en steden die traditioneel meer in handen waren van de liberale (en veelal antiklerikale) burgerij opteerden in veel gevallen voor niet-gotische neostijlen. Zo zijn gerechtsgebouwen – de magistratuur werd beheerst door liberalen - bijna zonder uitzondering in een klassiek geïnspireerde bouwstijl opgetrokken.

### Joris Helleputte en zijn invloed
In het laatste kwart van de 19e eeuw was Joris Helleputte (1852-1925) een toonaangevende figuur. Hij werd opgeleid als ingenieur aan de Rijksuniversiteit van Gent. Vanaf 1874 was hij belast met het doceren van de meeste architectuurvakken bij de ingenieursopleiding aan de Katholieke Universiteit Leuven. In deze hoedanigheid had hij een belangrijke invloed op de jongere generaties. Helleputte was ook actief als katholiek politicus. Zijn stijl kenmerkt zich evenwel door de introductie van tal van technische vernieuwing en nieuwe materialen. Daarin is zijn achtergrond als 'ingenieur' zeker niet vreemd. Men spreekt in deze fase van de 'Ingenieuze Neogotiek'. Leerlingen van Helleputte zoals Pierre Langerock en Joseph François Piscador zullen de traditie nog tot de vroege 20e eeuw doorzetten. Langerock blijft het meest trouw aan de degelijke studie van laatgotische voorbeelden. Hij is dan ook betrokken bij heel wat belangrijke 'restauraties' van kerken en burgerlijke gebouwen zoals het Paleis van de Grote Raad in Mechelen. Nieuwbouwprojecten zoals het Station Binche of het Kasteel van Jeanne de Merode blijven – tenminste uiterlijk – trouw aan de Brabantse laatgotische traditie. Zijn plannen voor het nieuwe 'Nationale Heiligdom' de Basiliek van Koekelberg sluiten aan bij het type van de 'ideale kathedraal' van Eugène Viollet-le-Duc. De bouw komt echter niet verder dan de fundamenten die na de Eerste Wereldoorlog als basis zullen worden gebruikt voor een nieuwe basiliek in art-decostijl naar de plannen van Albert Van Huffel. Architecten als Louis Cloquet en Joseph François Piscador introduceren meer nieuwe vormen en zijn beïnvloed door de Arts-and-craftsbeweging en zelfs de art nouveau. Cloquet hanteert in het Station Gent Sint-Pieters dat in 1913 opent een heel vrije en modern aandoende interpretatie van de neogotiek. Dezelfde vrije interpretatie met een uitgesproken zin voor origineel materiaalgebruik is ook al terug te vinden in Piscadors Seminarie Leo XIII in Leuven. Tijdens de Eerste Wereldoorlog realisteert deze laatste de wederopbouw van zijn atelierwoning in Leuven overigens in een late art-nouveaustijl.

### Modeste de Noyette
Beïnvloed door de scheldegotiek, bouwde de Gentse architect Modeste de Noyette (1847-1923) een reeks neogotische kerken, voornamelijk in het Scheldebekken. Tot zijn realisaties behoren de Sint-Martinuskerk te Ronse en de Sint-Vincentiuskerk te Eeklo.

### Kunstenaars

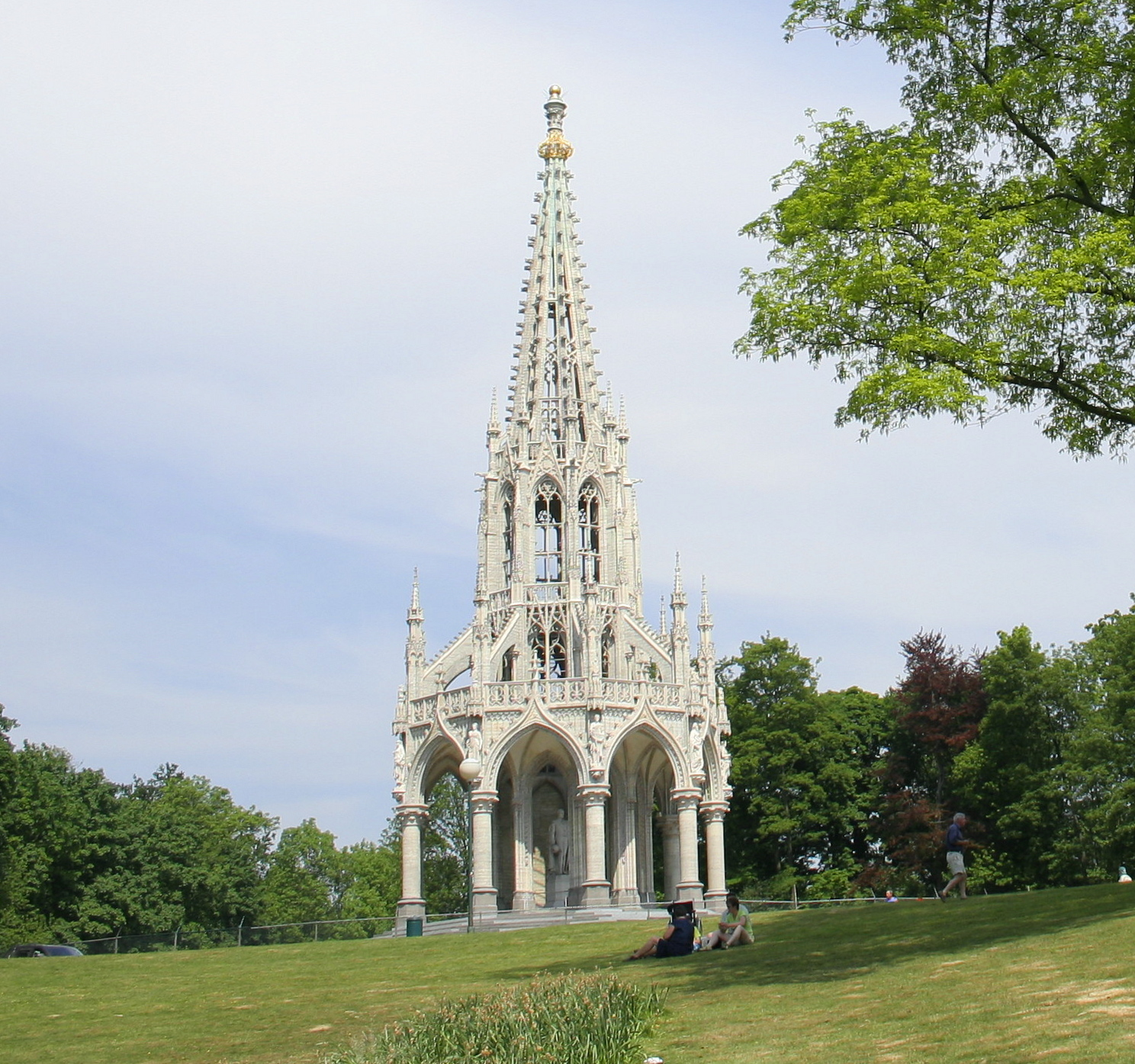
Monument voor de Dynastie, Park van Laken, Brussel (Louis De Curte, 1878-'81)

- Jean-Baptiste Bethune
- Bourdon
- Louis Cloquet
- Louis De Curte
- Louis Delacenserie
- Frans Andries Durlet
- Leopold Firlefijn
- Grossé
- Joris Helleputte
- Pierre Langerock
- Pieter Van Kerkhove
- Henri Van Severen

### Voorbeelden van neogotiek in België

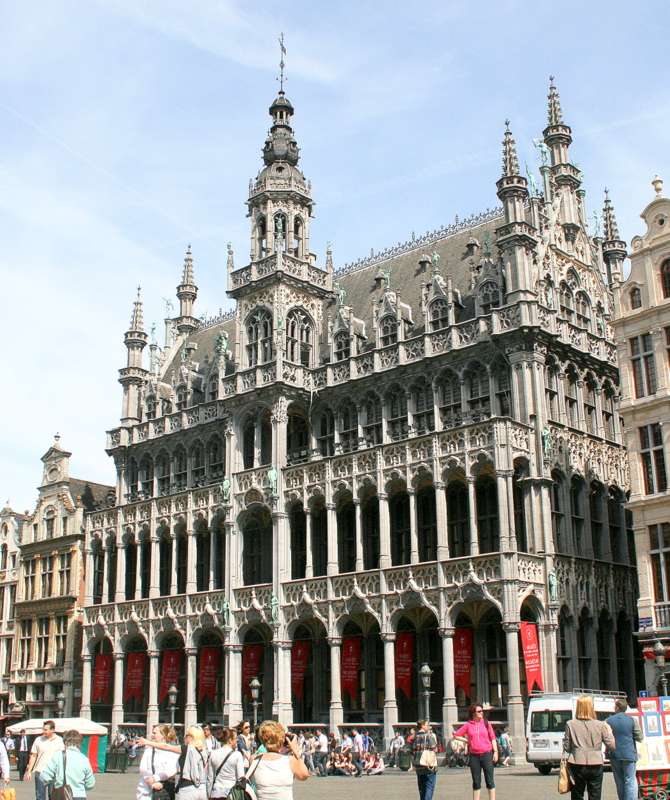
Broodhuis, Brussel

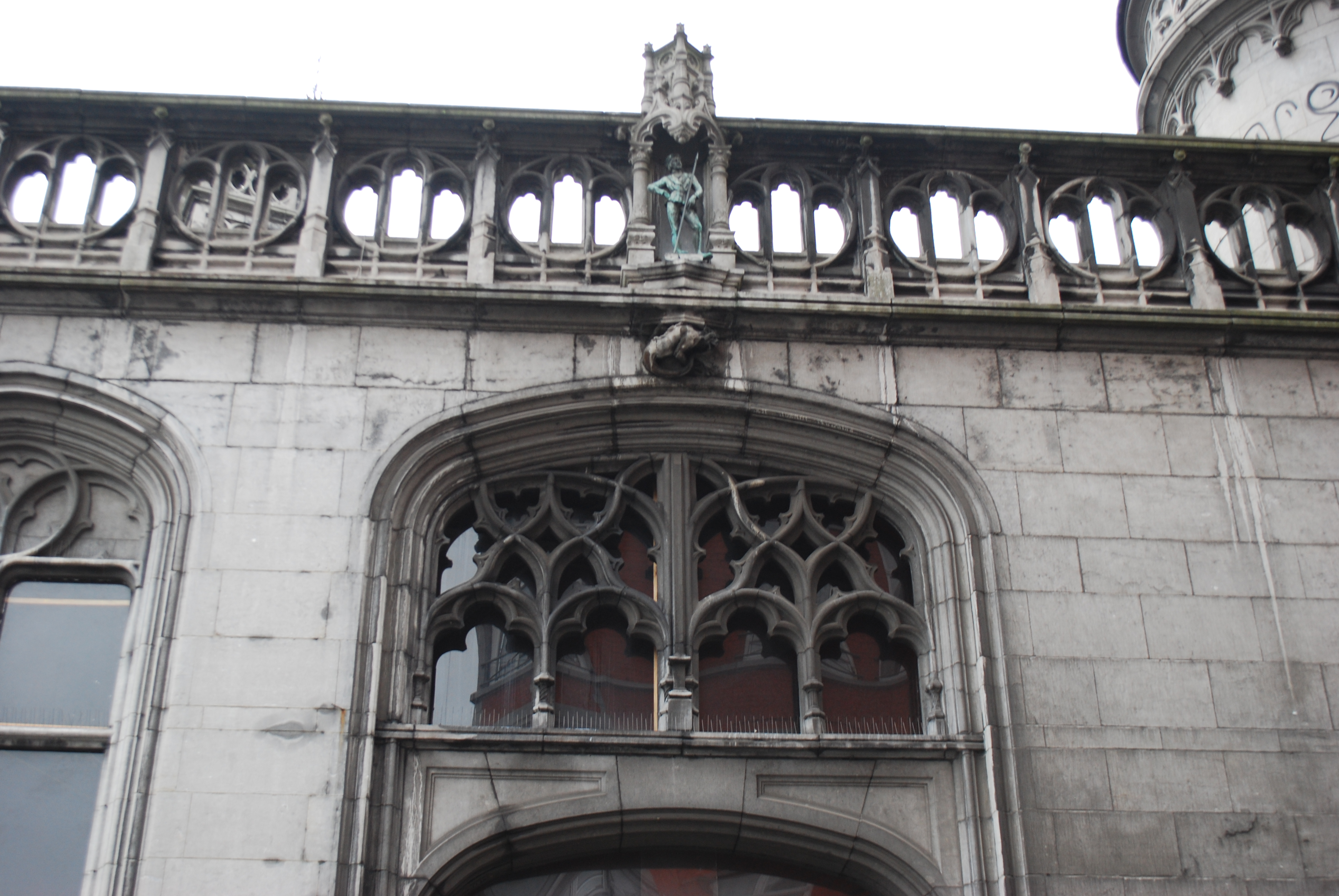
Detail vm. hoofdpostkantoor van Luik

- Aalter: Kerk Onze-Lieve-Vrouw Hulp der Christenen
- Aarlen: oud gerechtshof, Sint-Maartenskerk
- Antwerpen: Sint-Joriskerk, Sint-Amanduskerk, Sint-Willibrorduskerk, Handelsbeurs
- Bazel: kasteel
- Binche: Spoorwegstation
- Brugge: Provinciaal Hof, Heilige Magdalenakerk, Heilig Bloedkapel (interieur), Postgebouw
- Brussel: Broodhuis, Zavelkerk, O.L.V.-kerk van Laken, Monument Leopold I, Jubelparkmuseum (kloosterpand)
- Dadizele: O.L.V.-basiliek
- Denée: abdij van Maredsous
- Drongen: kapel van de Jezuïeten in de Abdij van Drongen
- Eeklo: Sint-Vincentiuskerk, Sint-Jan-Baptistziekenhuis
- Gent: Bisschoppelijk paleis, Sint-Annakerk, Postgebouw, Belfort (torenbekroning), Sint-Lucasschool
- Geraardsbergen: Interieur kerk en Paxzaal van de Priorij Hunnegem, Stadhuis, Interieur Hotel Geeraard
- Lede: Kasteel van Mesen (in 2010 gesloopt)
- Leuven: Huis van het Heilig-Hart, Leo XIII-college, Hoger Instituut voor Wijsbegeerte, Justus Lipsiuscollege
- Lichtervelde: Sint Jacobus de Meerdere, kerk
- Loppem: Kasteel van Caloen
- Luik: Provinciaal Hof, Postgebouw
- Marke: Sint-Brixiuskerk
- Melsele: Kapel O.L.V. van Gaverland
- Oostende: Sint-Petrus-en-Pauluskerk
- Péruwelz: basiliek van Bon-Secours
- Pepinster: Sint-Antoniuskerk
- Ronse: de Sint Martinuskerk
- Ruiselede: Sint-Caroluskerk (parochiekerk Doomkerke) en gemeentehuis van Ruiselede
- Sint-Amandsberg, Sint-Elisabethbegijnhof, gemeentehuis
- Sint-Gillis-Waas, Onze-Lieve-Vrouw-Hemelvaartkerk in de deelgemeente De Klinge
- Sint-Joost-ten-Node, Julianakapel
- Sint-Niklaas: Stadhuis, Onze-Lieve-Vrouw-van-Bijstand-der-Christenenkerk, Sint-Jozefskerk
- Turnhout: Heilig Hart kerk
- Verviers: postgebouw
- Vivenkapelle: Onze-Lieve-Vrouw-Geboorte en Sint-Philippuskerk en dorpskern

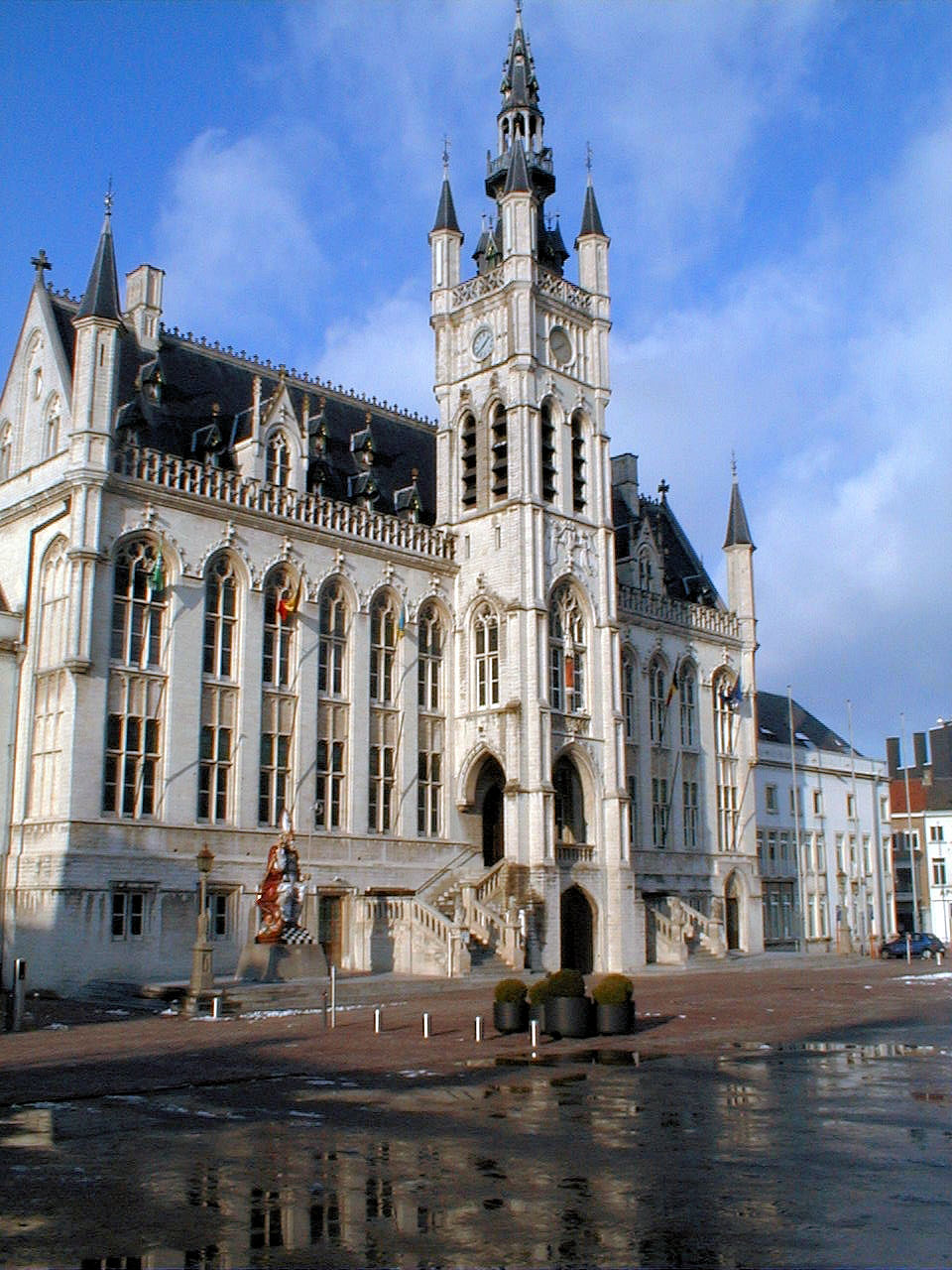
Stadhuis van Sint-Niklaas
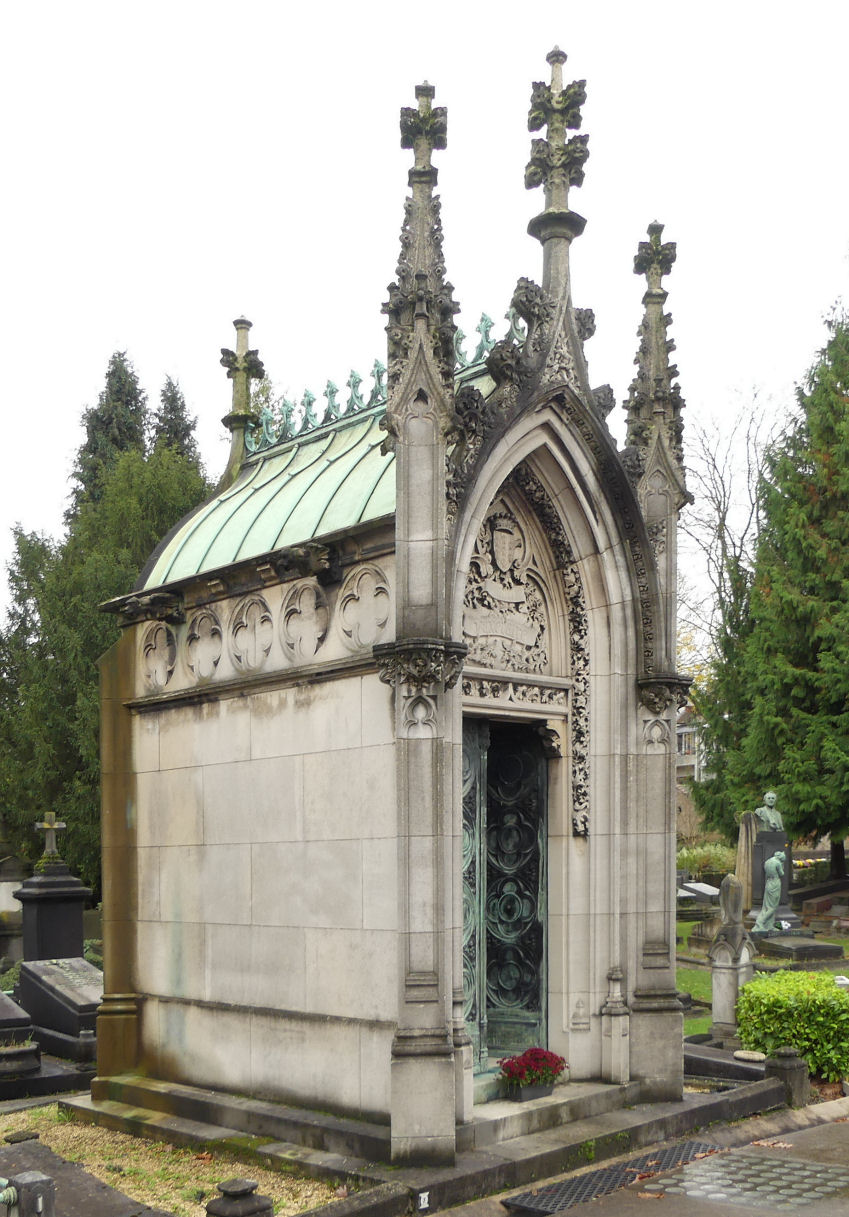
Grafkapel van Frans Vaxelaire, Laken
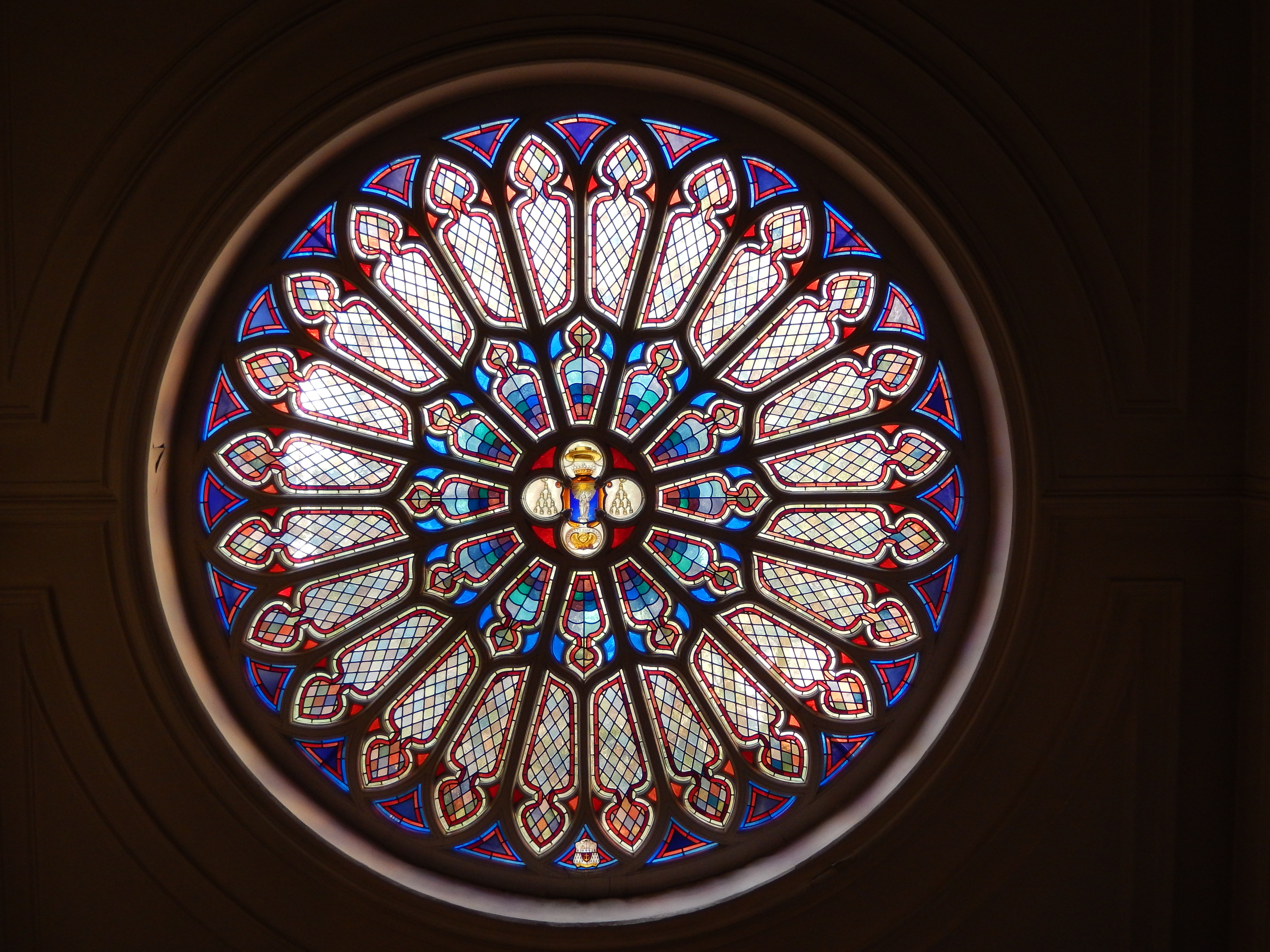
Glasraam, Bisschoppelijk Paleis, Gent
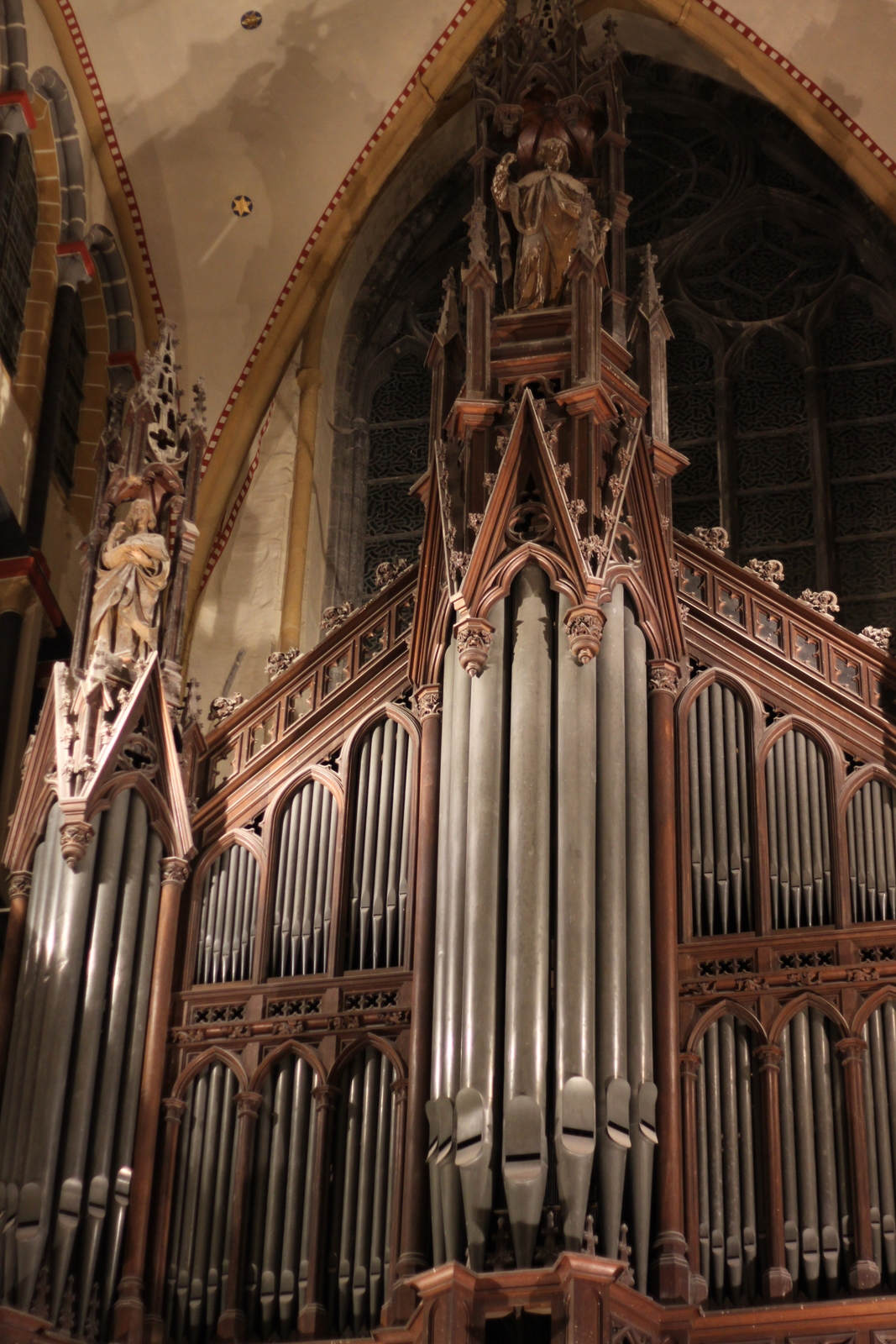
Orgelkast, Sint-Niklaaskerk, Gent
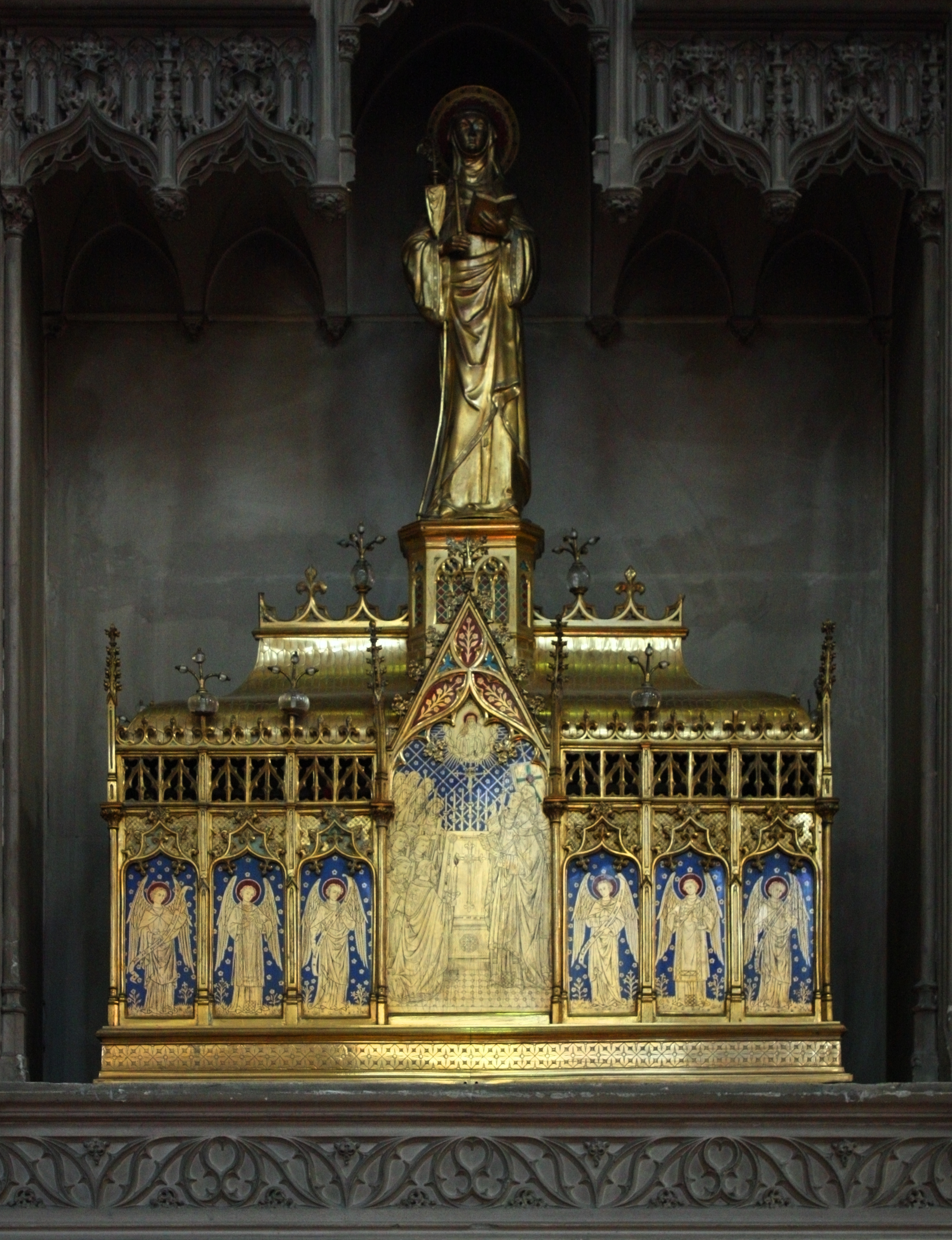
Reliekhouder H. Wivina, Brussel
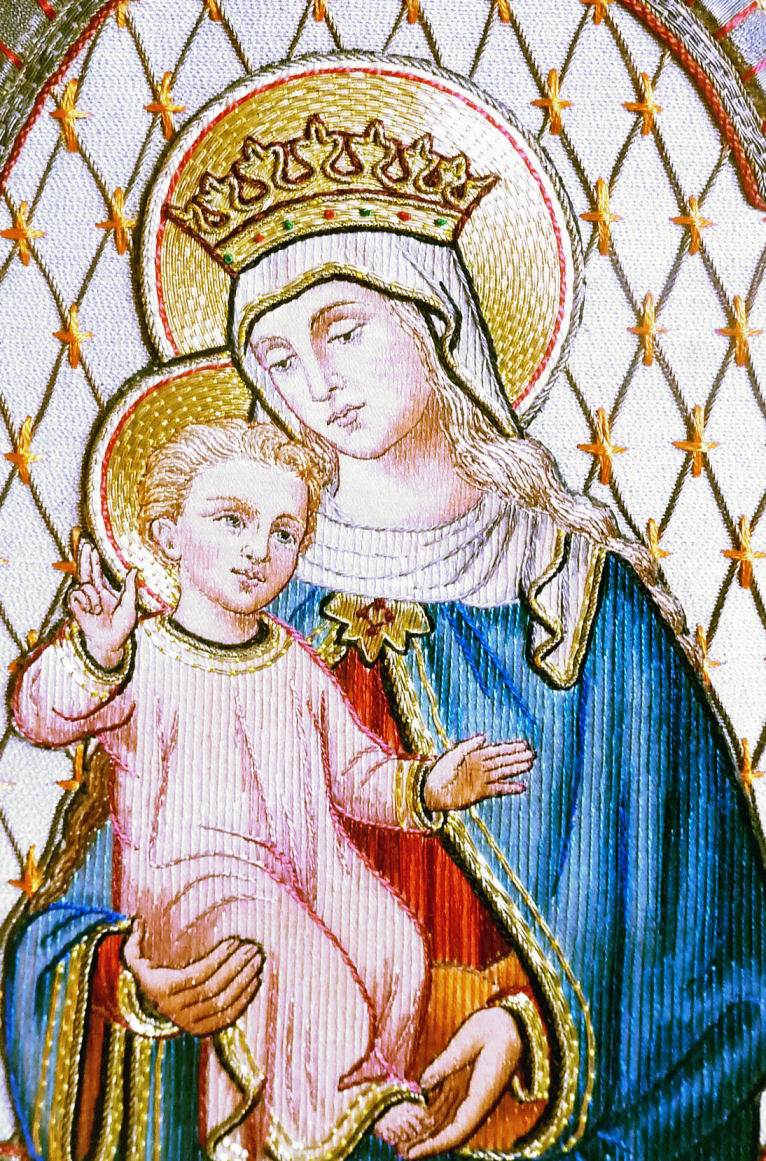
Koorkap met Goudborduurwerk

## Erfenis
Aan het einde van de 19e eeuw kregen de meeste kunstenaars genoeg van de imitaties van oudere kunststijlen. Men ging zich richten op oorspronkelijkheid in de kunst. Vanaf het eerste decennium van de 20e eeuw wordt er bijna niet meer in deze stijl gebouwd. Toch zijn de art nouveau en de art deco schatplichtig aan de neogotiek: de ambachtelijkheid en de creativiteit van de maker is immers in deze stijlen belangrijk gebleven.
Gedurende de jaren 1960 en 1970 werd de cultuurhistorische waarde van de neogotiek sterk onderschat. Vele onbruikbare gebouwen – vooral kerken – vielen onder de sloophamer. Later werd de waarde van dergelijke gebouwen hoger aangeslagen en is men bij vele neogotische bouwwerken nieuwe bestemmingen gaan zoeken, zodat de architectuur van het gebouw behouden kon blijven.
Het oudste nog bestaande stationsgebouw in Antwerpen, Antwerpen-Dam, in neogotische stijl werd tweemaal van de sloop gered. Een eerste keer in 1907, toen het in zijn geheel werd verplaatst (door het van de fundamenten te lichten en op sporen te verrollen), een tweede keer door een hoek van het gebouw in te bouwen in de tunnelschacht voor de HST-lijn naar Nederland.